# Rolando Aarons
Rolando Aarons (* 16. November 1995 in Kingston, Jamaika) ist ein jamaikanisch-englischer Fußballspieler auf der Positions eines Mittelfeldspielers/Flügelspielers. Seit Januar 2024 spielt er bei NK Celje. Sein Cousin Max Aarons ist ebenfalls Profifußballer.

## Vereinskarriere

### Von Bristol nach Newcastle
Rolando Aarons wurde am 16. November 1995 in der jamaikanischen Hauptstadt Kingston geboren und kam im Alter von fünf Jahren nach England, wo seine Mutter bereits seit einiger Zeit in Bristol lebte. Die Secondary School, die Aarons in späteren Jahren in Bristol besuchte, wurde vom englischen Fußballverband als „Goldmine“ bezeichnet; 27 ehemalige Schüler hatten bis 2014/15 ihren Weg an Akademien von Profiklubs geschafft. Ab dem Jahre 2009 gehörte er der Nachwuchsabteilung des englischen Zweitligisten Bristol City an und war für diese bis zu seiner Entlassung 2012 aktiv. Daraufhin wechselte der 16-Jährige vom Südwesten Englands in die Jugend des nordostenglischen Klubs Newcastle United aus Newcastle upon Tyne. Dort trat er bis zum Sommer 2018 vorrangig in der U-18-Mannschaft der vereinseigenen Akademie, sowie im Reserveteam in Erscheinung, ehe er seinen ersten Profivertrag bei der in der Premier League spielenden Profimannschaft des Klubs erhielt. In dieser Zeit war Aarons, der vor allem in der Vorbereitung auf die Saison 2014/15 positiv aufgefallen war, von diversen englischen Zweitligaklubs, sowie dem jamaikanischen Fußballverband umworben worden. Speziell bei dem Anfang August 2014 in der Veltins-Arena ausgetragenen Schalke 04 Cup, einem Kurzturnier mit vier Teilnehmern, war Aarons mit einem Treffer, sowie einer Torvorlage aufgefallen.
Nachdem er bereits in der vorangegangenen Saison als Rechts- und Linksaußen in 13 Ligaspielen der Reservemannschaft in der Premier League 2 zum Einsatz gekommen war und dabei drei Tore, sowie einen Assist beigesteuert hatte, gab Aarons am 17. August 2014, dem ersten Saisonspiel 2014/15, bei einer 0:2-Heimniederlage gegen Manchester City per Einwechslung sein Profiligadebüt. Nur zwei Runden später erzielte der Linksaußen am 30. August 2014 bei einem 3:3-Heimremis gegen Crystal Palace sein erstes Tor als Profi. In die Begegnung war er in der 67. Minute als Ersatz für Yoan Gouffran eingestiegen, erzielte sechs Minuten später per Kopf das Tor zum vorläufigen 2:2-Ausgleich und steuerte in Minute 88 eine Vorlage zur 3:2-Führung seines Teams bei, als ein von ihm geschossener Ball abprallte und von seinem Teamkollegen Mike Williamson verwertet wurde. Nachdem er rund eine Woche später angeschlagen von seinem Debüt in der englischen U-20-Nationalmannschaft zurückgekehrt war, fiel Aarons für knapp zwei Monate aufgrund von Oberschenkelproblemen aus.

### Langsame Rückkehr nach mehrmonatiger Verletzungspause
Seine Rückkehr feierte der Mann mit der Rückennummer 16 am 29. Oktober 2014 bei einem 2:0-Sieg über Manchester City im Achtelfinale des League Cups 2014/15, als er von Beginn an zum Einsatz kam und in der sechsten Spielminute nach Vorlage von Ryan Taylor seine Mannschaft mit 1:0 in Führung brachte. Zwei Tage nach dem Achtelfinalsieg über ManCity gab Aarons am 1. November 2014 bei einem 1:0-Heimerfolg über den FC Liverpool, als ihn Pardew von Beginn an am rechten Flügel einsetzte, ihn jedoch in der 63. Spielminute verletzungsbedingt durch Gabriel Obertan ersetzen musste, sein Comeback in der Premier League. Weitere Untersuchungen brachten zum Vorschein, dass die Verletzung an seiner ischiocruralen Muskulatur im Oberschenkel noch immer nicht gänzlich ausgeheilt war und er deshalb zumindest für einen weiteren Monat verletzungsbedingt ausfallen werde. Kurz darauf wurde vermeldet, dass er aller Voraussicht nach für den Rest der Saison 2014/15 nicht mehr zum Einsatz kommen werde. Kurz vor Ende der Spielzeit schaffte Aarons doch noch die Rückkehr in die Profimannschaft, nachdem er am 5. Mai 2015 erstmals wieder in einem Spiel der Reservemannschaft im Einsatz gewesen war. Am 9. Mai gegen West Bromwich Albion noch ohne Einsatz im Kader, ließ ihn John Carver, der mittlerweile als Interimstrainer fungierte, eine Woche später bei einer 1:2-Auswärtsniederlage gegen die Queens Park Rangers eingewechselt. Newcastle United beendete die Saison auf dem 15. Tabellenplatz, vier Punkte von einem etwaigen Abstiegsplatz entfernt. Obgleich seiner langwierigen Verletzung wurde Aarons im März 2015 bei den Newcastle Sports Awards mit dem nach Jackie Milburn benannten Sport Newcastle Wor Jackie Award ausgezeichnet.

### Erneute Verletzungen
Unter Steve McClaren, der die Mannschaft als Trainer im Juni 2015 übernommen hatte, startete Aarons als Ersatzspieler in die Premier League 2015/16. Nach einigen Kurzeinsätzen zu Saisonbeginn fiel er erneut verletzungsbedingt aus. Aus einer Ende September 2015 diagnostizierten Wadenverletzung wurde rund einen Monat später eine Knöchelverletzung, die Aarons bis Januar 2016 zur Pausierung zwang. Nach seiner Rückkehr im Spiel gegen den FC Watford in der 23. Meisterschaftsrunde am 23. Januar 2016 wurde Aarons in weiterer Folge in mehreren aufeinanderfolgenden Spielen von McClaren auf der linken Mittelfeld- und Abwehrseite eingesetzt und spielte dabei sogar zwei Partien über die vollen 90 Minuten durch. Nachdem der einstige Trainer der englischen Fußballnationalmannschaft Newcastle nicht von den hinteren Tabellenplätzen lösen konnte, wurde er im März 2016 durch Rafael Benítez, der gerade erst bei Real Madrid durch Zinédine Zidane ersetzt worden war, ersetzt. Unter dem Spanier fand der vom Verletzungspech verfolgte Aarons jedoch kaum Berücksichtigung. Während er die meiste Zeit gar nicht zum erweiterten Kader gehörte, saß er im April 2016 in drei Meisterschaftsspielen auf der Ersatzbank und wurde nur in einem einzigen ab der 89. Spielminute als Ersatzmann ins Spiel geholt. Im letzten Saisonspiel, einem 5:1-Erfolg über Vizemeister Tottenham Hotspur, als der Abstieg von Newcastle United in die zweitklassige Football League Championship bereits festgestanden war, konnte Aarons noch einmal seine Qualität unter Beweis stellen. Nachdem er in der 76. Spielminute für Georginio Wijnaldum auf das Spielfeld gekommen war, erzielte er in Minute 85 nach Flanke von Daryl Janmaat den Treffer zum 4:1, ehe er nur eine Minute später die Passvorlage zu Janmaats Treffer zum 5:1-Endstand beisteuerte. Am Ende trat Newcastle den Abstieg in die zweithöchste Fußballliga des Landes an; Aarons hatte es in dieser Saison auf zehn Ligaauftritte gebracht.

### Neuer Vertrag und abermalige Verletzungspause
Nach dem Abstieg absolvierte Aarons die komplette Vorbereitung auf die Saison 2016/17 und startete in dieser unter Benítez jedoch weiterhin als Ersatzspieler. Kurz nach dem ersten Spiel in der Championship wurde bekannt, dass der 20-Jährige einen neuen Fünfjahresvertrag mit Newcastle unterzeichnet hatte. Nach Einsätzen in den ersten vier Runden, von denen er in den beiden letzten Spielen jeweils erst kurz vor Abpfiff auf den Rasen kam, war es eine abermalige Verletzung, die Aarons verletzungsbedingt für einige Wochen pausieren ließ. Ein Bruch des Mittelfußknochens hatte zur Folge, dass der 1,78 m große Flügelspiel knapp zwei Monate nicht am Training und dementsprechend auch an keinen Einsätzen teilnehmen konnte. In dieser Zeit fiel Aarons jedoch anderweitig auf, als er nach einer Schlägerei im Nachtklub Livello an der Quayside von Newcastle verhaftet worden war. Im Mai 2018 wurde Aarons deshalb am Newcastle Crown Court zu zehn Monaten auf Bewährung, ausgesetzt zu zwölf Monaten, 100 Stunden unbezahlter gemeinnütziger Arbeit und einer Zahlung von 800 Pfund verurteilt. Des Weiteren bezahlte er 7.000 Pfund für die entstandenen Schäden an die Betreiber des Livello. Wenige Wochen nach der Auseinandersetzung im Nachtlokal kehrte Aarons nach dem abgeheilten Bruch des Mittelfußknochens wieder in das Mannschaftstraining von Newcastle zurück. Nachdem er ins leichte Training eingestiegen war, trat allerdings eine neuerliche Verletzung auf, die ihn daraufhin zum vorzeitigen Saisonende zwang. Ein Riss des vorderen Kreuzbands im rechten Knie machte ein Weitermachen in dieser Spielzeit, in der Newcastle United als Meister der Championship den Wiederaufstieg in die Premier League schaffte, unmöglich. Über die gesamte Saison 2016/17 hinweg hatte es Aarons auf vier Ligaeinsätze, sowie einen Einsatz im EFL Cup 2016/17 gebracht.

### Als Leihspieler in die Serie A
In der nachfolgenden Premier League 2017/18 fand Aarons, der zwar stets mit dem Profiteam mittrainierte, kaum Berücksichtigung und saß in den ersten Ligaspielen stets ohne Einsatz auf der Ersatzbank. Ein Einsatz in der zweiten Runde des EFL Cups 2017/18, als das Team bereits in der zweiten Runde in der Verlängerung Nottingham Forest unterlag und bei der Aarons an beiden Toren seiner Mannschaft (ein Treffer, eine Vorlage) beteiligt gewesen war, blieb die Ausnahme in der Anfangsphase dieser Spielzeit. Nachdem er danach vorrangig in der Reservemannschaft mit Spielbetrieb in der Premier League 2 aktiv gewesen war, erzielte der Linksaußen bei einer 1:4-Niederlage gegen Oldham Athletic anlässlich der Football League Trophy 2017/18 den einzigen Treffern seiner Mannschaft und wurde danach wieder langsam an das Profiteam herangeführt. Am linken Flügel ersetzte er dabei zwischen November und Dezember 2017 in einigen Partien den ghanaischen Nationalspieler Christian Atsu und kam im Zeitraum von knapp sechs Wochen auf vier Einsätze in der Premier League. Sein Comeback gab er dabei am 18. November 2017 bei einer 1:4-Auswärtsniederlage gegen Manchester United; rund 14 Monate nach seinem letzten Pflichtspieleinsatz für Newcastle. Danach setzte Benítez abermals einen Monat auf andere Spieler, ehe Aarons mit 31. Januar 2018 bis zum Saisonende an den italienischen Erstligisten Hellas Verona verliehen wurde. Dort kam der Flügelspieler unter Fabio Pecchia, der davor bereits beim SSC Neapel, Real Madrid und Newcastle als Co-Trainer von Benítez fungiert hatte, zu regelmäßigen Einsätzen. So gab er gleich am 4. Februar 2018 bei einer 0:1-Heimniederlage gegen die AS Rom sein Startelfdebüt. Danach variierten seine Positionen bis zum Saisonende; mal wurde er im linken Mittelfeld eingesetzt, mal war er auf dem linken oder rechten Flügel im Einsatz. Nachdem die Mannschaft lediglich drei der 16 Spiele seit der Verpflichtung von Aarons gewinnen konnte und die restlichen 13 Partien verloren hatte, musste der Klub aus Verona am Ende der Serie A 2017/18 den Weg in die italienische Zweitklassigkeit antreten. Aarons hatte es bis zu diesem Zeitpunkt auf elf Auftritte in der höchsten Fußballliga Italiens gebracht und kehrte nach dem Leihende wieder nach England zurück.

### Leihen nach Tschechien und in die zweite englische Liga
Dort hielt es ihn jedoch nicht allzu lange; am 7. September 2018 – die Saison hatte bereits begonnen – wechselte Aarons auf Leihbasis bis zum Jahresende zum tschechischen Erstligaklub Slovan Liberec. Im Laufe der Fortuna Liga 2018/19 setzte ihn Trainer Zsolt Hornyák regelmäßig auf dem linken, wie auch rechten Flügel ein. Zum Jahresende hin fungierte Aarons des Öfteren auch als Mittelstürmer und war bis zu seinem Leihende nach drei Monaten in allen zwölf Meisterschaftsspielen des Vereins aus der nordtschechischen Stadt Liberec zum Einsatz gekommen und hatte es zudem auf einen Einsatz im tschechischen Fußballpokal 2018/19 gebracht. Am 17. Dezember 2018 wurde die Rückkehr des 23-Jährigen nach Newcastle bekanntgegeben. Nach seiner Rückkehr nach England gehörte er jedoch nicht Newcastles Aufgebot an, sondern wechselte noch am 31. Januar 2019, dem letzten Transfertag, zusammen mit seinem Teamkameraden Achraf Lazaar auf Leihbasis zum englischen Zweitligisten Sheffield Wednesday. Unter Trainer Steve Bruce kam Aarons nur bis Ende März zumeist als linker Flügelspieler in insgesamt zehn Ligapartien zum Einsatz. Mit Saisonende kehrte er zu Newcastle United zurück.

### Leihspieler bei den Wycombe Wanderers und dem FC Motherwell
Als Steve Bruce im Juli 2019 das Traineramt bei Newcastle übernommen hatte, nahm Aarons unter ihm am Mannschaftstraining, nicht jedoch am einen Monat später startenden Spielbetrieb der Premier League 2019/20 teil. Stattdessen wechselte der Flügelspieler Anfang September 2019 auf Leihbasis zum englischen Drittligisten Wycombe Wanderers, wo er bis Januar 2020 unter Gareth Ainsworth zum Einsatz kommen sollte. Bis zum Jahresende kam er zu zehn Liga- sowie drei Pokaleinsätzen, bevor er im Januar 2020 zu Newcastle zurückkehrte.
Ende Januar kam es zum leihweisen Wechsel des 1,78 m großen Flügelspielers bis Saisonende zum schottischen Erstligisten FC Motherwell. Beim Klub aus den schottischen Lowlands gab der mittlerweile 24-Jährige gegen den 50-fachen schottischen Meister Celtic Glasgow sein Ligadebüt. Danach entwickelte sich Aarons zu einem Stammspieler auf dem rechten Flügel und absolvierte bis zur 30. Runde, ehe die Liga aufgrund der COVID-19-Pandemie unterbrochen wurde, sechs Meisterschaftsspiele und war in den beiden Achtelfinalpartien des Scottish FA Cups 2019/20 gegen den FC St. Mirren im Einsatz. Im Rückspiel erzielte er dabei ein Tor und leistete die Vorarbeit für einen weiteren Treffer durch seinen Teamkollegen Allan Campbell; als Vorlagengeber gegen St. Mirren fungierte er auch eine Woche später in der Liga. Nach Ablauf der Ausleihe gehörte er ab Sommer 2020 zum Kader von Newcastle United, bestritt aber kein Spiel für den Verein.
Anfang Januar 2021 wechselte er zu Huddersfield Town, wo er einen Vertrag bis zum Ende der Saison 2022/23 unterschrieb. Der Verein hat dabei die Option der Verlängerung um ein weiteres Jahr. Bis zum Saisonende kam er bei dem Zweitligisten noch in zehn Ligaspielen zum Einsatz, spielte dort in der anschließenden Saison 2021/22 aufgrund von Verletzungen jedoch keine Rolle mehr und bestritt nur noch ein Spiel. Ende August 2022 wurde er erneut an den schottischen FC Motherwell ausgeliehen, für den er bereits 2020 aktiv gewesen war. Nach drei absolvierten Pflichtspielen, davon eines im Pokal, fiel er jedoch ab Oktober 2022 erneut verletzt aus, woraufhin die Leihe im November 2022 vorzeitig abgebrochen wurde und Aarons nach Huddersfield zurückkehrte. Bis zum Auslaufen seines Vertrags im Sommer 2023 kam er dort zu keinem Einsatz mehr.
Nach halbjähriger Vereinslosigkeit schloss sich Aarons im Januar 2024 dem slowenischen Erstligisten NK Celje an.

## Nationalmannschaftskarriere
Aufgrund seiner Abstammung ist Aarons für die Nationalmannschaften von England und Jamaika spielberechtigt. Im August 2014 wurde er daraufhin sowohl vom jamaikanischen Fußballverband, als auch von The FA umworben. Offiziell wurde es noch im selben Monat, als er für ein Anfang September stattfindendes Freundschaftsspiel gegen Rumänien in die englische U-20-Nationalmannschaft einberufen wurde. Der englisch U-20-Nationaltrainer Aidy Boothroyd setzte den 18-Jährigen – eine Woche nach dessen Ligadebüt – daraufhin von Beginn an ein. Im vierköpfigen Angriff fungierte er dabei an der Seite von Chuba Akpom, Jordon Ibe, sowie Callum Robinson und erzielte in der 54. Spielminute den 1:0-Führungstreffer zum späteren 6:0-Endstand. Aarons selbst, der auch noch an der Vorarbeit zu zwei weiteren Treffern beteiligt war, wurde in der 79. Spielminute durch Matt Grimes von Exeter City ersetzt. Noch im gleichen Monat bestätigte sein Trainer bei Newcastle United, Alan Pardew, dass Aarons – trotz der Bemühungen des jamaikanischen Verbandes ihn für die Nationalmannschaft zu verpflichten – fortan lieber für die Nationalmannschaften des englischen Fußballverbandes zum Einsatz kommen wolle.
Nachdem er in den darauffolgenden Monaten aufgrund von Oberschenkelproblemen ausgefallen war, schaffte er erst wieder Ende Mai 2015 den Sprung zurück in die englische U-20-Nationalauswahl. Für die Teilnahme der englischen U-20-Auswahl am Turnier von Toulon wurde er von Boothroyd in das 20-köpfige Spieleraufgebot, das die Reise nach Frankreich antrat, geholt. Im ersten Turnierspiel gegen Marokko am 28. Mai noch ohne Einsatz im Kader, brachte er es zwei Tage später bei einem 2:1-Erfolg über die Elfenbeinküste zu einem Kurzeinsatz. Nachdem er im darauffolgenden Gruppenspiel gegen Mexiko bereits zu einem etwas längeren Einsatz gekommen war, trat er wiederum zwei Tage später in der Partie gegen China als Torschütze in Erscheinung. Beim 3:1-Erfolg der Engländer steuerte der von Matchbeginn an als Linksaußen spielende Aarons in der 39. Spielminute den Treffer zur 1:0-Führung bei. Im abschließenden Spiel um Platz 3, einer 1:2-Niederlage gegen die Vereinigten Staaten, stand er in der Startelf.
Zuletzt war er im März 2016 in die englische U-21-Nationalmannschaft einberufen worden.
Am 7. Juni 2022 debütierte er für die Jamaikanische Fußballnationalmannschaft beim 3:1-Sieg über Surinam. Eine Woche später bestritt er gegen Mexiko ein zweites Länderspiel, wurde seitdem jedoch bislang nicht mehr in den Nationalmannschaftskader berufen.

## Erfolge
mit Newcastle United
- Meister der EFL Championship und Aufstieg in die Premier League: 2016/17